# Molang
Molang (Originaltitel: Molang) ist eine französische Zeichentrickserie über die  „ausgefallene Freundschaft“ zwischen dem Kaninchen Molang und dem Küken Piu Piu. Seit 2016 wird die Serie von Millimages, HIT Entertainment und Disney Junior produziert. Die Titelfigur, Molang, wurde von der koreanischen Illustratorin Hye-Ji Yoon auf der Plattform KakaoTalk entworfen.

## Handlung
Die Serie beschreibt die Beziehung zwischen den Mitbewohnern und besten Freunden Molang, einem enthusiastischen und optimistischen Kaninchen, und Piu Piu, einem schüchternen, aber kontaktfreudigen Küken, während sie sich mit zahlreichen Ereignissen auseinandersetzen, die von alltäglichen Problemen und Sitcom-ähnlichen Situationen bis hin zu außergewöhnlichen Abenteuern reichen, die oft gefährlich oder riskant sind.

## Charaktere
- Molang ist ein Kaninchen, das jeden Moment des täglichen Lebens des Duos zu einem einzigartigen und wundervollen Moment macht, indem es sich um jedes Detail kümmert und den kleinen Dingen einen unerwarteten, frischen Geschmack verleiht. Molang ist bei allem, was er tut, mit dem Herzen dabei, auch wenn es ihn und seinen Freund Piu Piu in Schwierigkeiten bringt.
- Piu Piu ist ein kleines, gelbes Küken. Es ist schüchtern und zurückhaltend und mag es nicht, im Mittelpunkt der Aufmerksamkeit zu stehen. Es achtet sehr darauf, die Dinge unter Kontrolle zu halten, was Molang normalerweise mit seinen Streichen zunichtemacht. Wenn etwas Unerwartetes auftaucht (und Molangs Fantasie lässt es mehr als einmal auftauchen), kann Piu Piu schnell aus dem Gleichgewicht gebracht werden.
- Die Freunde von Molang und Piu Piu sind eine Gruppe verschiedener Kaninchen, die genauso aussehen wie Molang. Sie unterscheiden sich jedoch stark in ihrer Persönlichkeit; einige sind freundlich und gutmütig, wie Molang, andere sind sanftmütig und schüchtern, wie Piu Piu, während andere leicht reizbar und jähzornig sind (die Strandbesucher aus Die Kokosnuss, der Regisseur aus Die Statisten usw.).

## Sendung
Länder:
- Vereinigtes Königreich: Die Serie wird in Cartoonito seit dem 12. Mai 2016 ausgestrahlt und endete am 22. April 2018. 5 Monate später wurde die Serie auf Tiny Pop verschoben, nachdem der Sender am 29. September 2018 sein neues Logo eingeführt hatte.
- Frankreich: Die Serie wird seit dem 2. November 2015 auf Canal+ Family (jetzt Canal+ Kids) & Piwi+ ausgestrahlt. Seit dem 4. September 2017 wurde die Serie auch auf TF1 ausgestrahlt.
- Vereinigte Staaten: Die Serie wird seit Februar 2016 in Disney Junior und Disney Channel ausgestrahlt.
- Brasilien: Die Serie wird seit 2016 in Disney Junior Brasilien ausgestrahlt. 2 Jahre später, seit dem 27. August 2018, wurde die Serie auf TV Cultura ausgestrahlt.
- Italien: Die Serie wird seit 2016 bis zur Einstellung am 1. Mai 2020 in Disney Junior Italien ausgestrahlt. Ein Jahr später, seit dem 17. Dezember 2017, wird die Serie in Rai YoYo ausgestrahlt.
- Ukraine: Die Serie wird seit dem Start am 15. November 2017 in Niki Junior ausgestrahlt.
- Kanada: Die Serie wird seit 2016 auf dem kanadisch-französischen Sender Télé-Québec ausgestrahlt. Außerdem wurde die Serie von April bis Juli 2016 auf Knowledge Kids ausgestrahlt, bevor sie im Jahr 2020 wieder eingestellt wurde. Seit dem 23. Februar 2017 wurde die Serie auf BBC Kids ausgestrahlt, bis sie am 31. Dezember 2018 eingestellt wurde. Seit dem 6. Juli 2020 wurde die Serie nun zu Treehouse TV verlegt.
- Australien: Die Serie wird seit 2016 auf Disney Junior Australia ausgestrahlt, bis zur Schließung des Senders am 30. April 2020. 2019 wurde die Serie auf ABC verlegt.
- Indonesien: Die Serie wird auf RTV ausgestrahlt.
- Malaysia: Die Serie wird seit dem 21. November 2020 auf dem Monsta Channel ausgestrahlt.
- Naher Osten & Nordafrika: Die Serie wird auf Spacetoon ausgestrahlt.
- Deutschland: Die Serie wird seit dem 8. Oktober 2019 im KiKa ausgestrahlt, Wiederholungen am 31. August 2020 bis zum 30. November 2020. Wird nur auf der KiKa-Website verfügbar sein. (Deutsch)
- Spanien & Portugal: Die Serie wird in Canal Panda Spanien seit 2016 und in Portugal seit dem 1. Juni 2020.
- Nur Spanien: Die Serie wird in Clan ausgestrahlt.
- China: Die Serie wird seit dem 29. Januar 2019 in CCTV ausgestrahlt.
- Japan: Die Serie wird in Disney Channel und NHK ausgestrahlt.

Andere:
- Die Serie wird in ganz Amerika im Cartoon Channel! Ausgestrahlt. Die erste Staffel ist seit dem 1. Juli 2019 auf Netflix verfügbar. In allen Ländern verfügbar.